# 阿拉斯加州参议院
阿拉斯加州参议院（英語：Alaska State Senate）是美国阿拉斯加州议会的上議院，共有20名议员。议员任期4年，无连任限制。自2022年起每2年改选半数席位。阿拉斯加州参议院议员人数是美国各州州议会上议院中人数最小的一个。